# Ligue des nations de l'UEFA 2024-2025
Navigation
Édition 2022-2023 Édition 2026-2027
La Ligue des nations de l'UEFA 2024-2025 est la quatrième édition de la Ligue des nations organisée par l'Union des associations européennes de football.  Elle oppose les équipes nationales masculines de 54 des 55 associations membres (la Russie étant exclue de toute compétition européenne de clubs et de sélections depuis le 28 février 2022). Un nouveau format est mis en place dans cette édition. La phase de groupes débute en septembre 2024, les quarts de finale en mars 2025 et la phase finale en juin 2025.

## Format
Le format de la compétition est modifié par rapport à l'édition précédente. Le 25 janvier 2023, l’UEFA a procédé aux annonces concernant les éliminatoires de l'Euro avec des groupes resserrés de quatre ou cinq équipes et le nouveau format de la Ligue des Nations. Aleksander Čeferin, président de l’UEFA, s’est exprimé sur ces changements : « L’introduction de l’UEFA Nations League a été un succès, car elle a remplacé les matches amicaux par des matches plus compétitifs. (…) La nouvelle formule promet de renforcer encore les compétitions pour les équipes nationales européennes et de les rendre encore plus passionnantes. »

### Phase de groupes
Aucun changement par rapport à l'édition 2022-2023 n'a eu lieu concernant la structure de la phase de groupes. Ainsi sont conservés :
- le nombre de ligues : quatre ligues A, B, C et D ;
- le nombre d'équipes présentes dans chaque ligue : seize équipes en ligues A, B et C ; sept équipes en ligue D ;
- le nombre de groupes dans chaque ligue : les ligues A, B et C sont divisées en quatre groupes de quatre équipes ; la ligue D est divisée en un groupe de quatre équipes et un groupe de trois équipes ;
- le nombre de matches dans chaque groupe : six matchs en aller-retour au sein de chaque groupe de quatre, et quatre matchs en aller-retour au sein du groupe de trois équipes.

### Introduction des quarts de finale
Entre la fin de la phase de groupes en novembre 2024 et le « carré final » en juin 2025, un tour supplémentaire est mis en place en mars 2025. L'ajout de ce tour permet, d'une part l'extension de la phase à élimination directe passant de 4 à 8 participants avec l'apparition de quarts de finales, et d'autre part l'organisation de barrages de promotion/relégation dans les ligues A, B et C.
Désormais, au terme de la phase de groupes, les deux premières équipes de chaque groupe de Ligue A intègrent la phase à élimination directe de la compétition (auparavant seule la première équipe de chaque groupe de Ligue A poursuivait en phase à élimination directe). Ces huit équipes disputent des quarts de finale qui se jouent sous la forme de matches aller-retour à domicile et à l'extérieur. Les quatre vainqueurs des quarts de finale disputent le « carré final » en juin et le vainqueur de la finale est couronné « champion de la Ligue des nations », comme dans les éditions précédentes.

### Demi-finales et finale
Classiquement, le carré final composé de deux matches de demi-finale, la petite finale et la finale, se joue en match simple. Ces quatre matches se disputent dans le même pays.

### Introduction des barrages inter-ligues pour la promotion/relégation
Des barrages de promotion/relégation sont dorénavant organisés sous la forme de matches aller-retour à domicile et à l'extérieur entre les équipes des quatre ligues A, B, C et D. 
- Les équipes classées troisièmes de Ligue A affrontent les équipes classées deuxièmes de Ligue B
- Les équipes classées troisièmes de Ligue B affrontent les équipes classées deuxièmes de Ligue C
- Les deux meilleures équipes classées quatrièmes de Ligue C affronteront les deux meilleures équipes classées deuxième de Ligue D.

Les vainqueurs de ces barrages sont promus en division supérieure ou maintenus tandis que les perdants sont relégués en division inférieure ou maintenus.
| Rang       | Ligue A               | Ligue B               | Ligue C                | Ligue D              |
| ---------- | --------------------- | --------------------- | ---------------------- | -------------------- |
| Premiers   | Quarts de finale      | Promotion             | Promotion              | Promotion            |
| Deuxièmes  | Quarts de finale      | Barrage de promotion  | Barrage de promotion   | Barrage de promotion |
| Troisièmes | Barrage de relégation | Barrage de relégation | Maintien               | Maintien             |
| Derniers   | Relégation            | Relégation            | Barrage de relégation* | -                    |

* : à l'exception des deux moins bon quatrièmes, qui sont relégués.

### Qualification pour la Coupe du monde 2026
La Ligue des nations 2024-2025 est partiellement liée à la qualification des équipes européennes pour la Coupe du monde 2026. Les douze deuxièmes de groupe de qualification et les quatre vainqueurs de groupe de la Ligue des nations les mieux classés qui ne sont ni vainqueurs ni deuxièmes de groupe de qualification sont tirés au sort dans quatre voies de barrage de demi-finales et de finales à une manche pour déterminer les quatre dernières équipes de l'UEFA à se qualifier pour la Coupe du monde.

## Calendrier
| Nom                                                        | Tirage au sort        | Date aller                                 | Date retour                                 | Équipes participantes |
| ---------------------------------------------------------- | --------------------- | ------------------------------------------ | ------------------------------------------- | --------------------- |
| Phase de groupes (2024)                                    |                       |                                            |                                             |                       |
| Journées 1 et 4 Journées 2 et 5 Journées 3 et 6            | 8 février Paris       | 5-7 septembre 8-10 septembre 10-12 octobre | 13-15 octobre 14-16 novembre 17-19 novembre | 54                    |
| Phase finale (2025)                                        |                       |                                            |                                             |                       |
| Quarts de finale                                           | 22 novembre 2024 Nyon | 20 mars                                    | 23 mars                                     | 8                     |
| Demi-finales                                               | 22 novembre 2024 Nyon | 4 et 5 juin                                | 4 et 5 juin                                 | 4                     |
| 3e place                                                   | 22 novembre 2024 Nyon | 8 juin                                     | 8 juin                                      | 2                     |
| Finale                                                     | 22 novembre 2024 Nyon | 8 juin                                     | 8 juin                                      | 2                     |
| Barrages de promotion/relégation (Ligue A-B et B-C) (2025) |                       |                                            |                                             |                       |
| Barrages Ligue A-B et B-C                                  |                       | 20 mars                                    | 23 mars                                     | 16                    |
| Barrages de promotion/relégation (Ligue C-D) (2026)        |                       |                                            |                                             |                       |
| Barrages Ligue C-D                                         |                       | 26 mars                                    | 31 mars                                     | 4                     |

## Participants
54 associations membres de l'UEFA prennent part à la Ligue des nations 2024-2025.
- Albanie
- Allemagne
- Andorre
- Angleterre
- Arménie
- Autriche
- Azerbaïdjan
- Biélorussie
- Belgique
- Bosnie-Herzégovine
- Bulgarie
- Croatie
- Chypre
- Danemark
- Écosse
- Espagne
- Estonie
- Finlande
- France
- Géorgie
- Gibraltar
- Grèce
- Hongrie
- Îles Féroé
- République d'Irlande
- Irlande du Nord
- Islande
- Israël
- Italie
- Kazakhstan
- Kosovo
- Lettonie
- Liechtenstein
- Lituanie
- Luxembourg
- Macédoine du Nord
- Malte
- Moldavie
- Monténégro
- Norvège
- Pays-Bas
- Pays de Galles
- Pologne
- Portugal
- Tchéquie
- Roumanie
- Saint-Marin
- Serbie
- Slovaquie
- Slovénie
- Suède
- Suisse
- Turquie
- Ukraine

## Ligues

### Composition des ligues
Les équipes sont reparties sur la base des performances des équipes lors de la phase de groupe de la précédente édition. 

Carte de la répartition des ligues.
Équipe prenant part à la Ligue A
Équipe prenant part à la Ligue B
Équipe prenant part à la Ligue C
Équipe prenant part à la Ligue D

La liste d'accès définitive des ligues après la phase de groupes de la Ligue des nations 2024-2025 figure ci-après :
| Équipe             | Rang Ligue  | Rang |
| ------------------ | ----------- | ---- |
| Espagne T          | 1er Ligue A | 1    |
| Croatie            | 2e Ligue A  | 2    |
| Italie             | 3e Ligue A  | 3    |
| Pays-Bas           | 4e Ligue A  | 4    |
| Danemark           | 5e Ligue A  | 5    |
| Portugal           | 6e Ligue A  | 6    |
| Belgique           | 7e Ligue A  | 7    |
| Hongrie            | 8e Ligue A  | 8    |
| Suisse             | 9e Ligue A  | 9    |
| Allemagne          | 10e Ligue A | 10   |
| Pologne            | 11e Ligue A | 11   |
| France             | 12e Ligue A | 12   |
| Israël             | 1re Ligue B | 17   |
| Bosnie-Herzégovine | 2e Ligue B  | 18   |
| Serbie             | 3e Ligue B  | 19   |
| Écosse             | 4e Ligue B  | 20   |

| Équipe               | Rang Ligue  | Rang |
| -------------------- | ----------- | ---- |
| Autriche             | 13e Ligue A | 13   |
| Tchéquie             | 14e Ligue A | 14   |
| Angleterre           | 15e Ligue A | 15   |
| Pays de Galles       | 16e Ligue A | 16   |
| Finlande             | 5e Ligue B  | 21   |
| Ukraine              | 6e Ligue B  | 22   |
| Islande              | 7e Ligue B  | 23   |
| Norvège              | 8e Ligue B  | 24   |
| Slovénie             | 9e Ligue B  | 25   |
| République d'Irlande | 10e Ligue B | 26   |
| Albanie              | 11e Ligue B | 27   |
| Monténégro           | 12e Ligue B | 28   |
| Géorgie              | 1re Ligue C | 33   |
| Grèce                | 2e Ligue C  | 34   |
| Turquie              | 3e Ligue C  | 35   |
| Kazakhstan           | 4e Ligue C  | 36   |

| Équipe            | Rang Ligue  | Rang |
| ----------------- | ----------- | ---- |
| Roumanie          | 13e Ligue B | 29   |
| Suède             | 14e Ligue B | 30   |
| Arménie           | 15e Ligue B | 31   |
| Luxembourg        | 5e Ligue C  | 37   |
| Azerbaïdjan       | 6e Ligue C  | 38   |
| Kosovo            | 7e Ligue C  | 39   |
| Bulgarie          | 8e Ligue C  | 40   |
| Îles Féroé        | 9e Ligue C  | 41   |
| Macédoine du Nord | 10e Ligue C | 42   |
| Slovaquie         | 11e Ligue C | 43   |
| Irlande du Nord   | 12e Ligue C | 44   |
| Chypre            | 13e Ligue C | 45   |
| Biélorussie       | 14e Ligue C | 46   |
| Lituanie          | 15e Ligue C | 47   |
| Estonie           | 1re Ligue D | 49   |
| Lettonie          | 2e Ligue D  | 50   |

| Équipe        | Rang Ligue  | Rang |
| ------------- | ----------- | ---- |
| Gibraltar     | 16e Ligue C | 48   |
| Moldavie      | 3e Ligue D  | 51   |
| Malte         | 4e Ligue D  | 52   |
| Andorre       | 5e Ligue D  | 53   |
| Saint-Marin   | 6e Ligue D  | 54   |
| Liechtenstein | 7e Ligue D  | 55   |

### Critères

#### Critères pour le classement des groupes
En cas d’égalité de points de plusieurs équipes à l'issue des matchs de groupe, les critères suivants sont appliqués dans l'ordre indiqué pour établir leur classement :
1. Plus grand nombre de points obtenus dans les matches de groupe disputés entre les équipes concernées ;
2. Meilleure différence de buts dans les matches de groupe disputés entre les équipes concernées ;
3. Plus grand nombre de buts marqués dans les matches de groupe disputés entre les équipes concernées ;
4. Si, après l’application des critères 1) à 3), plusieurs équipes sont toujours à égalité, les critères 1) à 3) sont à nouveau appliqués exclusivement aux matches entre les équipes restantes afin de déterminer leur classement final. Si cette procédure ne donne pas de résultat, les critères 5) à 11) s’appliquent dans l'ordre indiqué aux équipes encore à égalité ;
5. Meilleure différence de buts générale ;
6. Plus grand nombre de buts marqués ;
7. Plus grand nombre de buts marqués à l'extérieur ;
8. Plus grand nombre de victoires ;
9. Plus grand nombre de victoires à l'extérieur ;
10. Meilleur classement du fair-play dans tous les matches du groupe (-1 point pour un carton jaune, -3 points pour deux cartons jaunes menant à un carton rouge, -3 points pour un carton rouge direct) ;
11. Position dans la liste d'accès.

#### Critères pour le classement des ligues
Le classement de chaque ligue se fait de la façon suivante :
1. Position des équipes dans chaque groupe ;
2. Plus grand nombre de points obtenus ;
3. Meilleure différence de buts générale ;
4. Plus grand nombre de buts marqués ;
5. Plus grand nombre de buts marqués à l'extérieur ;
6. Plus grand nombre de victoires ;
7. Plus grand nombre de victoires à l'extérieur;
8. Classement du fair-play dans tous les matches du groupe (-1 point pour un carton jaune, -3 points pour deux cartons jaunes menant à un carton rouge, -3 points pour un carton rouge direct) ;
9. Position dans la liste d'accès.

#### Critères pour le classement général
Le classement général de la Ligue des Nations de l'UEFA sera établi en deux parties : un classement intermédiaire (effectué à la fin de la phase de ligue) et un classement final (à l'issue de la phase finale et des matchs de barrages)
Le classement général intermédiaire de la Ligue des Nations de l'UEFA est établi comme suit :
- les seize équipes de la Ligue A sont réparties de la 1re à la 16e place en fonction du classement individuel de la ligue ;
- les seize équipes de la Ligue B sont réparties de la 17e à la 32e place en fonction du classement individuel de la ligue ;
- les seize équipes de la Ligue C sont réparties de la 33e à la 48e place en fonction du classement individuel de la ligue ;
- les six équipes de la Ligue D sont réparties de la 49e à la 54e place[Quoi ?] en fonction du classement individuel de la ligue.

Le classement général final de la Ligue des Nations de l'UEFA est établi comme suit :
- les quatre vainqueurs des quarts de finales sont répartis de la 1re à la 4e place dans l’attente de la phase finale ;
- les quatre équipes perdantes des quarts de finales sont réparties de la 5e à la 8e place ;
- les quatre équipes directement promues de la Ligue B à la Ligue A et les quatre vainqueurs des matches de barrage entre les Ligues A et B sont répartis de la 9e à la 16e place ;
- les quatre équipes directement reléguées de la Ligue A à la Ligue B et les quatre équipes perdantes des matches de barrage entre les Ligues A et B sont réparties de la 17e à la 24e place ;
- les quatre équipes directement promues de la Ligue C à la Ligue B et les quatre vainqueurs des matches de barrage entre les Ligues B et C sont répartis de la 25e à la 32e place ;
- les quatre équipes directement reléguées de la Ligue B à la Ligue C et les quatre équipes perdantes des matches de barrage entre les Ligues B et C sont réparties de la 33e à la 40e place ;
- les quatre équipes maintenues en Ligue C sont réparties de la 41e à la 44e place ;
- les deux équipes directement promues de la Ligue D à la Ligue C et les deux vainqueurs des matches de barrage entre les Ligues C et D sont répartis de la 45e à la 48e place ;
- les deux équipes directement reléguées de la Ligue C à la Ligue D et les deux équipes perdantes des matches de barrage entre les Ligues C et D sont réparties de la 49e à la 52e place ;
- les deux équipes maintenues en Ligue D sont classées de la 53e à la 54e place.

Les résultats de la phase finale influent comme suit sur le classement général final de la Ligue des nations :
- Le vainqueur est classé 1er ;
- L'autre finaliste est classé 2e ;
- Le vainqueur du match pour la troisième place est classé 3e ;
- Le perdant du match pour la troisième place est classé 4e.

### Ligue A

#### Phase de groupes
Légende des classements
- Qualification pour les quarts de finale
- Barrage de relégation en Ligue B
- Relégation en Ligue B

##### Groupe 1
| Rang | Équipe   | Pts | J | G | N | P | Bp | Bc | Diff |  | Résultats (▼ dom., ► ext.) |     |     |     |     |
| ---- | -------- | --- | - | - | - | - | -- | -- | ---- |  | -------------------------- | --- | --- | --- | --- |
| 1    | Portugal | 14  | 6 | 4 | 2 | 0 | 13 | 5  | +8   |  | Portugal                   |     | 2-1 | 2-1 | 5-1 |
| 2    | Croatie  | 8   | 6 | 2 | 2 | 2 | 8  | 8  | 0    |  | Croatie                    | 1-1 |     | 2-1 | 1-0 |
| 3    | Écosse P | 7   | 6 | 2 | 1 | 3 | 7  | 8  | -1   |  | Écosse P                   | 0-0 | 1-0 |     | 2-3 |
| 4    | Pologne  | 4   | 6 | 1 | 1 | 4 | 9  | 16 | -7   |  | Pologne                    | 1-3 | 3-3 | 1-2 |     |

##### Groupe 2
| Rang | Équipe   | Pts | J | G | N | P | Bp | Bc | Diff |  | Résultats (▼ dom., ► ext.) |     |     |     |     |
| ---- | -------- | --- | - | - | - | - | -- | -- | ---- |  | -------------------------- | --- | --- | --- | --- |
| 1    | France   | 13  | 6 | 4 | 1 | 1 | 12 | 6  | +6   |  | France                     |     | 1-3 | 2-0 | 0-0 |
| 2    | Italie   | 13  | 6 | 4 | 1 | 1 | 13 | 8  | +5   |  | Italie                     | 1-3 |     | 2-2 | 4-1 |
| 3    | Belgique | 4   | 6 | 1 | 1 | 4 | 6  | 9  | -3   |  | Belgique                   | 1-2 | 0-1 |     | 3-1 |
| 4    | Israël P | 4   | 6 | 1 | 1 | 4 | 5  | 13 | -8   |  | Israël P                   | 1-4 | 1-2 | 1-0 |     |

##### Groupe 3
| Rang | Équipe               | Pts | J | G | N | P | Bp | Bc | Diff |  | Résultats (▼ dom., ► ext.) |     |     |     |     |
| ---- | -------------------- | --- | - | - | - | - | -- | -- | ---- |  | -------------------------- | --- | --- | --- | --- |
| 1    | Allemagne            | 14  | 6 | 4 | 2 | 0 | 18 | 4  | +14  |  | Allemagne                  |     | 1-0 | 5-0 | 7-0 |
| 2    | Pays-Bas             | 9   | 6 | 2 | 3 | 1 | 13 | 7  | +6   |  | Pays-Bas                   | 2-2 |     | 4-0 | 5-2 |
| 3    | Hongrie              | 6   | 6 | 1 | 3 | 2 | 4  | 11 | -7   |  | Hongrie                    | 1-1 | 1-1 |     | 0-0 |
| 4    | Bosnie-Herzégovine P | 2   | 6 | 0 | 2 | 4 | 4  | 17 | -13  |  | Bosnie-Herzégovine P       | 1-2 | 1-1 | 0-2 |     |

##### Groupe 4
| Rang | Équipe    | Pts | J | G | N | P | Bp | Bc | Diff |  | Résultats (▼ dom., ► ext.) |     |     |     |     |
| ---- | --------- | --- | - | - | - | - | -- | -- | ---- |  | -------------------------- | --- | --- | --- | --- |
| 1    | Espagne T | 16  | 6 | 5 | 1 | 0 | 13 | 4  | +9   |  | Espagne T                  |     | 1-0 | 3-0 | 3-2 |
| 2    | Danemark  | 8   | 6 | 2 | 2 | 2 | 7  | 5  | +2   |  | Danemark                   | 1-2 |     | 2-0 | 2-0 |
| 3    | Serbie P  | 6   | 6 | 1 | 3 | 2 | 3  | 6  | -3   |  | Serbie P                   | 0-0 | 0-0 |     | 2-0 |
| 4    | Suisse    | 2   | 6 | 0 | 2 | 4 | 6  | 14 | -8   |  | Suisse                     | 1-4 | 2-2 | 1-1 |     |

#### Phase finale de la Ligue des nations
|  | Quarts de finale            | Quarts de finale            | Quarts de finale            | Quarts de finale            |           |           | Demi-finales         | Demi-finales         | Demi-finales                  | Demi-finales                  |                               |                               | Finale               | Finale               | Finale               | Finale               |
|  |                             |                             |                             |                             |           |           |                      |                      |                               |                               |                               |                               |                      |                      |                      |                      |
|  | 20 mars 2025 & 23 mars 2025 | 20 mars 2025 & 23 mars 2025 | 20 mars 2025 & 23 mars 2025 | 20 mars 2025 & 23 mars 2025 |           |           | 4 juin 2025 - Munich | 4 juin 2025 - Munich | 4 juin 2025 - Munich          | 4 juin 2025 - Munich          |                               |                               | 8 juin 2025 - Munich | 8 juin 2025 - Munich | 8 juin 2025 - Munich | 8 juin 2025 - Munich |
|  | 20 mars 2025 & 23 mars 2025 | 20 mars 2025 & 23 mars 2025 | 20 mars 2025 & 23 mars 2025 | 20 mars 2025 & 23 mars 2025 |           |           | 4 juin 2025 - Munich | 4 juin 2025 - Munich | 4 juin 2025 - Munich          | 4 juin 2025 - Munich          |                               |                               | 8 juin 2025 - Munich | 8 juin 2025 - Munich | 8 juin 2025 - Munich | 8 juin 2025 - Munich |
|  | Italie                      | Italie                      | 1                           | 3                           |           |           | 4 juin 2025 - Munich | 4 juin 2025 - Munich | 4 juin 2025 - Munich          | 4 juin 2025 - Munich          |                               |                               | 8 juin 2025 - Munich | 8 juin 2025 - Munich | 8 juin 2025 - Munich | 8 juin 2025 - Munich |
|  | Italie                      | Italie                      | 1                           | 3                           |           |           | 4 juin 2025 - Munich | 4 juin 2025 - Munich | 4 juin 2025 - Munich          | 4 juin 2025 - Munich          |                               |                               | 8 juin 2025 - Munich | 8 juin 2025 - Munich | 8 juin 2025 - Munich | 8 juin 2025 - Munich |
|  | Allemagne                   | Allemagne                   | 2                           | 3                           |           |           | 4 juin 2025 - Munich | 4 juin 2025 - Munich | 4 juin 2025 - Munich          | 4 juin 2025 - Munich          |                               |                               | 8 juin 2025 - Munich | 8 juin 2025 - Munich | 8 juin 2025 - Munich | 8 juin 2025 - Munich |
|  | Allemagne                   | Allemagne                   | 2                           | 3                           | Allemagne | Allemagne | 1                    | 1                    |                               |                               |                               |                               | 8 juin 2025 - Munich | 8 juin 2025 - Munich | 8 juin 2025 - Munich | 8 juin 2025 - Munich |
|  | 20 mars 2025 & 23 mars 2025 |                             |                             |                             | Allemagne | Allemagne | 1                    | 1                    |                               |                               |                               |                               | 8 juin 2025 - Munich | 8 juin 2025 - Munich | 8 juin 2025 - Munich | 8 juin 2025 - Munich |
|  |                             |                             | Portugal                    | Portugal                    | 2         | 2         |                      |                      |                               |                               |                               |                               | 8 juin 2025 - Munich | 8 juin 2025 - Munich | 8 juin 2025 - Munich | 8 juin 2025 - Munich |
|  | Danemark                    | Danemark                    | Portugal                    | Portugal                    | 2         | 2         | 1                    | 2                    |                               |                               |                               |                               | 8 juin 2025 - Munich | 8 juin 2025 - Munich | 8 juin 2025 - Munich | 8 juin 2025 - Munich |
|  | Danemark                    | Danemark                    | 5 juin 2025 - Stuttgart     |                             |           |           | 1                    | 2                    |                               |                               |                               |                               | 8 juin 2025 - Munich | 8 juin 2025 - Munich | 8 juin 2025 - Munich | 8 juin 2025 - Munich |
|  | Portugal                    | Portugal                    | 0                           | 5 ap                        |           |           |                      |                      |                               |                               |                               |                               | 8 juin 2025 - Munich | 8 juin 2025 - Munich | 8 juin 2025 - Munich | 8 juin 2025 - Munich |
|  | Portugal                    | Portugal                    | 0                           | 5 ap                        | Portugal  | Portugal  | 2 tab (5)            | 2 tab (5)            |                               |                               |                               |                               |                      |                      |                      |                      |
|  | 20 mars 2025 & 23 mars 2025 |                             |                             |                             | Portugal  | Portugal  | 2 tab (5)            | 2 tab (5)            |                               |                               |                               |                               |                      |                      |                      |                      |
|  |                             |                             | Espagne                     | Espagne                     | 2 ap (3)  | 2 ap (3)  |                      |                      |                               |                               |                               |                               |                      |                      |                      |                      |
|  | Pays-Bas                    | Pays-Bas                    | Espagne                     | Espagne                     | 2 ap (3)  | 2 ap (3)  | 2                    | 3 ap(4)              |                               |                               |                               |                               |                      |                      |                      |                      |
|  | Pays-Bas                    | Pays-Bas                    |                             |                             |           |           |                      |                      |                               |                               |                               |                               |                      |                      |                      |                      |
|  | Espagne                     | Espagne                     | 2                           | 3 tab(5)                    |           |           |                      |                      |                               |                               |                               |                               |                      |                      |                      |                      |
|  | Espagne                     | Espagne                     | 2                           | 3 tab(5)                    | Espagne   | Espagne   | 5                    | 5                    | Match pour la troisième place | Match pour la troisième place | Match pour la troisième place | Match pour la troisième place |                      |                      |                      |                      |
|  | 20 mars 2025 & 23 mars 2025 |                             |                             |                             | Espagne   | Espagne   | 5                    | 5                    | Match pour la troisième place | Match pour la troisième place | Match pour la troisième place | Match pour la troisième place |                      |                      |                      |                      |
|  |                             |                             | France                      | France                      | 4         | 4         |                      |                      | 8 juin 2025 - Stuttgart       | 8 juin 2025 - Stuttgart       | 8 juin 2025 - Stuttgart       | 8 juin 2025 - Stuttgart       |                      |                      |                      |                      |
|  | Croatie                     | Croatie                     | France                      | France                      | 4         | 4         | 2                    | 0 ap(4)              | 8 juin 2025 - Stuttgart       | 8 juin 2025 - Stuttgart       | 8 juin 2025 - Stuttgart       | 8 juin 2025 - Stuttgart       |                      |                      |                      |                      |
|  | Croatie                     | Croatie                     |                             |                             |           |           |                      | 0 ap(4)              |                               |                               | Allemagne                     | Allemagne                     | 0                    | 0                    |                      |                      |
|  | France                      | France                      | 0                           | 2 tab(5)                    |           |           |                      |                      |                               |                               | Allemagne                     | Allemagne                     | 0                    | 0                    |                      |                      |
|  | France                      | France                      | 0                           | 2 tab(5)                    | France    | France    | 2                    | 2                    |                               |                               |                               |                               |                      |                      |                      |                      |
|  |                             |                             |                             |                             |           |           |                      |                      |                               |                               |                               |                               |                      |                      |                      |                      |

### Ligue B
Légende des classements
- Promotion en Ligue A
- Barrage de promotion en Ligue A
- Barrage de relégation en Ligue C
- Relégation en Ligue C

#### Groupe 1
| Rang | Équipe     | Pts | J | G | N | P | Bp | Bc | Diff |  | Résultats (▼ dom., ► ext.) |     |     |     |     |
| ---- | ---------- | --- | - | - | - | - | -- | -- | ---- |  | -------------------------- | --- | --- | --- | --- |
| 1    | Tchéquie R | 11  | 6 | 3 | 2 | 1 | 9  | 8  | +1   |  | Tchéquie R                 |     | 3-2 | 2-1 | 2-0 |
| 2    | Ukraine    | 8   | 6 | 2 | 2 | 2 | 8  | 8  | 0    |  | Ukraine                    | 1-1 |     | 1-0 | 1-2 |
| 3    | Géorgie P  | 7   | 6 | 2 | 1 | 3 | 7  | 6  | +1   |  | Géorgie P                  | 4-1 | 1-1 |     | 0-1 |
| 4    | Albanie    | 7   | 6 | 2 | 1 | 3 | 4  | 6  | -2   |  | Albanie                    | 0-0 | 1-2 | 0-1 |     |

#### Groupe 2
| Rang | Équipe               | Pts | J | G | N | P | Bp | Bc | Diff |  | Résultats (▼ dom., ► ext.) |     |     |     |     |
| ---- | -------------------- | --- | - | - | - | - | -- | -- | ---- |  | -------------------------- | --- | --- | --- | --- |
| 1    | Angleterre R         | 15  | 6 | 5 | 0 | 1 | 16 | 3  | +13  |  | Angleterre R               |     | 1-2 | 5-0 | 2-0 |
| 2    | Grèce P              | 15  | 6 | 5 | 0 | 1 | 11 | 4  | +7   |  | Grèce P                    | 0-3 |     | 2-0 | 3-0 |
| 3    | République d'Irlande | 6   | 6 | 2 | 0 | 4 | 3  | 12 | -9   |  | République d'Irlande       | 0-2 | 0-2 |     | 1-0 |
| 4    | Finlande             | 0   | 6 | 0 | 0 | 6 | 2  | 13 | -11  |  | Finlande                   | 1-3 | 0-2 | 1-2 |     |

#### Groupe 3
| Rang | Équipe       | Pts | J | G | N | P | Bp | Bc | Diff |  | Résultats (▼ dom., ► ext.) |     |     |     |     |
| ---- | ------------ | --- | - | - | - | - | -- | -- | ---- |  | -------------------------- | --- | --- | --- | --- |
| 1    | Norvège      | 13  | 6 | 4 | 1 | 1 | 15 | 7  | +8   |  | Norvège                    |     | 2-1 | 3-0 | 5-0 |
| 2    | Autriche R   | 11  | 6 | 3 | 2 | 1 | 14 | 5  | +9   |  | Autriche R                 | 5-1 |     | 1-1 | 4-0 |
| 3    | Slovénie     | 8   | 6 | 2 | 2 | 2 | 7  | 9  | -2   |  | Slovénie                   | 1-4 | 1-1 |     | 3-0 |
| 4    | Kazakhstan P | 1   | 6 | 0 | 1 | 5 | 0  | 15 | -15  |  | Kazakhstan P               | 0-0 | 0-2 | 0-1 |     |

#### Groupe 4
| Rang | Équipe           | Pts | J | G | N | P | Bp | Bc | Diff |  | Résultats (▼ dom., ► ext.) |     |     |     |     |
| ---- | ---------------- | --- | - | - | - | - | -- | -- | ---- |  | -------------------------- | --- | --- | --- | --- |
| 1    | Pays de Galles R | 12  | 6 | 3 | 3 | 0 | 9  | 4  | +5   |  | Pays de Galles R           |     | 0-0 | 4-1 | 1-0 |
| 2    | Turquie P        | 11  | 6 | 3 | 2 | 1 | 9  | 6  | +3   |  | Turquie P                  | 0-0 |     | 3-1 | 1-0 |
| 3    | Islande          | 7   | 6 | 2 | 1 | 3 | 10 | 13 | -3   |  | Islande                    | 2-2 | 2-4 |     | 2-0 |
| 4    | Monténégro       | 3   | 6 | 1 | 0 | 5 | 4  | 9  | -5   |  | Monténégro                 | 1-2 | 3-1 | 0-2 |     |

### Ligue C
Légende des classements
- Promotion en Ligue B
- Barrage de promotion en Ligue B
- Possible relégation en Ligue D

#### Groupe 1
| Rang | Équipe      | Pts | J | G | N | P | Bp | Bc | Diff |  | Résultats (▼ dom., ► ext.) |     |     |     |     |
| ---- | ----------- | --- | - | - | - | - | -- | -- | ---- |  | -------------------------- | --- | --- | --- | --- |
| 1    | Suède R     | 16  | 6 | 5 | 1 | 0 | 19 | 4  | +15  |  | Suède R                    |     | 2-1 | 3-0 | 6-0 |
| 2    | Slovaquie   | 13  | 6 | 4 | 1 | 1 | 10 | 5  | +5   |  | Slovaquie                  | 2-2 |     | 1-0 | 2-0 |
| 3    | Estonie P   | 4   | 6 | 1 | 1 | 4 | 3  | 9  | -6   |  | Estonie P                  | 0-3 | 0-1 |     | 3-1 |
| 4    | Azerbaïdjan | 1   | 6 | 0 | 1 | 5 | 3  | 17 | -14  |  | Azerbaïdjan                | 1-3 | 1-3 | 0-0 |     |

#### Groupe 2
| Rang | Équipe     | Pts | J | G | N | P | Bp | Bc | Diff |  | Résultats (▼ dom., ► ext.) |     |     |     |     |
| ---- | ---------- | --- | - | - | - | - | -- | -- | ---- |  | -------------------------- | --- | --- | --- | --- |
| 1    | Roumanie R | 18  | 6 | 6 | 0 | 0 | 18 | 3  | +15  |  | Roumanie R                 |     | 3-0 | 4-1 | 3-1 |
| 2    | Kosovo     | 12  | 6 | 4 | 0 | 2 | 10 | 7  | +3   |  | Kosovo                     | 0-3 |     | 3-0 | 1-0 |
| 3    | Chypre     | 6   | 6 | 2 | 0 | 4 | 4  | 15 | -11  |  | Chypre                     | 0-3 | 0-4 |     | 2-1 |
| 4    | Lituanie   | 0   | 6 | 0 | 0 | 6 | 4  | 11 | -7   |  | Lituanie                   | 1-2 | 1-2 | 0-1 |     |

Le 15 novembre 2024, alors que le score est de 0 - 0, le match Roumanie - Kosovo a été arrêté lors du temps additionnel de la deuxième mi-temps à la suite des chants racistes des roumains à l'encontre du Kosovo qui a décidé de quitter le terrain. Le 20 novembre 2024, l'UEFA a décidé d'attribué le score de 3 - 0 sur tapis vert en faveur de la Roumanie, néanmoins la Roumanie est sanctionnée de 128 000 € d'amende et d'un match à domicile à huis clos. Le Kosovo est quant à lui condamné à 6 000 € d'amende après avoir refusé de terminer le match.

#### Groupe 3
| Rang | Équipe          | Pts | J | G | N | P | Bp | Bc | Diff |  | Résultats (▼ dom., ► ext.) |     |     |     |     |
| ---- | --------------- | --- | - | - | - | - | -- | -- | ---- |  | -------------------------- | --- | --- | --- | --- |
| 1    | Irlande du Nord | 11  | 6 | 3 | 2 | 1 | 11 | 3  | +8   |  | Irlande du Nord            |     | 5-0 | 2-0 | 2-0 |
| 2    | Bulgarie        | 9   | 6 | 2 | 3 | 1 | 3  | 6  | -3   |  | Bulgarie                   | 1-0 |     | 1-1 | 0-0 |
| 3    | Biélorussie     | 7   | 6 | 1 | 4 | 1 | 3  | 4  | -1   |  | Biélorussie                | 0-0 | 0-0 |     | 1-1 |
| 4    | Luxembourg      | 3   | 6 | 0 | 3 | 3 | 3  | 7  | -4   |  | Luxembourg                 | 2-2 | 0-1 | 0-1 |     |

#### Groupe 4
| Rang | Équipe            | Pts | J | G | N | P | Bp | Bc | Diff |  | Résultats (▼ dom., ► ext.) |     |     |     |     |
| ---- | ----------------- | --- | - | - | - | - | -- | -- | ---- |  | -------------------------- | --- | --- | --- | --- |
| 1    | Macédoine du Nord | 16  | 6 | 5 | 1 | 0 | 10 | 1  | +9   |  | Macédoine du Nord          |     | 2-0 | 1-0 | 1-0 |
| 2    | Arménie R         | 7   | 6 | 2 | 1 | 3 | 8  | 9  | -1   |  | Arménie R                  | 0-2 |     | 0-1 | 4-1 |
| 3    | Îles Féroé        | 6   | 6 | 1 | 3 | 2 | 5  | 6  | -1   |  | Îles Féroé                 | 1-1 | 2-2 |     | 1-1 |
| 4    | Lettonie P        | 4   | 6 | 1 | 1 | 4 | 4  | 11 | -7   |  | Lettonie P                 | 0-3 | 1-2 | 1-0 |     |

#### Classement des quatrièmes de groupe
Les équipes en quatrième position dans chaque groupe de la Ligue C sont classées de la position 1 à la position 4 sur la base du classement général de la Ligue des nations.
L’équipe classée en position 1 (45e) et en position 2 (46e) disputeront les barrages de relégations contre les deux meilleures équipes classées deuxièmes de la Ligue D (51e et 52e position au classement général à l'issue de la phase de groupes).
L’équipe classée en position 3 (47e) et en position 4 (48e) sont directement reléguées en Ligue D.
Les matches de relégation sont disputés selon le système à élimination directe en matchs aller-retour.
Si une équipe devant disputer les matches de relégation est qualifiée pour les matches de barrage en vue de la Coupe du monde de football 2026, aucun match de relégation n’est disputé.
| Rang | Équipe                 | Pts | J | G | N | P | Bp | Bc | Diff |
| ---- | ---------------------- | --- | - | - | - | - | -- | -- | ---- |
| 45   | Lettonie P (Groupe 4)  | 4   | 6 | 1 | 1 | 4 | 4  | 11 | -7   |
| 46   | Luxembourg (Groupe 3)  | 3   | 6 | 0 | 3 | 3 | 3  | 7  | -4   |
| 47   | Azerbaïdjan (Groupe 1) | 1   | 6 | 0 | 1 | 5 | 3  | 17 | -14  |
| 48   | Lituanie (Groupe 2)    | 0   | 6 | 0 | 0 | 6 | 4  | 11 | -7   |

### Ligue D
Légende des classements
- Promotion en Ligue C
- Barrage de promotion en Ligue C

#### Groupe 1
| Rang | Équipe        | Pts | J | G | N | P | Bp | Bc | Diff |  | Résultats (▼ dom., ► ext.) |     |     |     |
| ---- | ------------- | --- | - | - | - | - | -- | -- | ---- |  | -------------------------- | --- | --- | --- |
| 1    | Saint-Marin   | 7   | 4 | 2 | 1 | 1 | 5  | 3  | +2   |  | Saint-Marin                |     | 1-1 | 1-0 |
| 2    | Gibraltar R   | 6   | 4 | 1 | 3 | 0 | 4  | 3  | +1   |  | Gibraltar R                | 1-0 |     | 2-2 |
| 3    | Liechtenstein | 2   | 4 | 0 | 2 | 2 | 3  | 6  | -3   |  | Liechtenstein              | 1-3 | 0-0 |     |

#### Groupe 2
| Rang | Équipe   | Pts | J | G | N | P | Bp | Bc | Diff |  | Résultats (▼ dom., ► ext.) |     |     |     |
| ---- | -------- | --- | - | - | - | - | -- | -- | ---- |  | -------------------------- | --- | --- | --- |
| 1    | Moldavie | 9   | 4 | 3 | 0 | 1 | 5  | 1  | +4   |  | Moldavie                   |     | 2-0 | 2-0 |
| 2    | Malte    | 7   | 4 | 2 | 1 | 1 | 2  | 2  | 0    |  | Malte                      | 1-0 |     | 0-0 |
| 3    | Andorre  | 1   | 4 | 0 | 1 | 3 | 0  | 4  | -4   |  | Andorre                    | 0-1 | 0-1 |     |

### Barrages de promotion-relégation
Légende
- Promotion en ligue supérieur
- Maintien dans sa ligue
- Maintien dans sa ligue
- Relégation en ligue inférieur

| Équipe                 | Aller                  | Total                  | Retour                 | Équipe                 |
| Ligue A contre Ligue B | Ligue A contre Ligue B | Ligue A contre Ligue B | Ligue A contre Ligue B | Ligue A contre Ligue B |
| ---------------------- | ---------------------- | ---------------------- | ---------------------- | ---------------------- |
| Turquie                | 3 - 1                  | 6 - 1                  | 3 - 0                  | Hongrie                |
| Ukraine                | 3 - 1                  | 3 - 4                  | 0 - 3                  | Belgique               |
| Autriche               | 1 - 1                  | 1 - 3                  | 0 - 2                  | Serbie                 |
| Grèce                  | 0 - 1                  | 3 - 1                  | 3 - 0                  | Écosse                 |
| Ligue B contre Ligue C |                        |                        |                        |                        |
| Kosovo                 | 2 - 1                  | 5 - 2                  | 3 - 1                  | Islande                |
| Bulgarie               | 1 - 2                  | 2 - 4                  | 1 - 2                  | République d'Irlande   |
| Arménie                | 0 - 3                  | 1 - 9                  | 1 - 6                  | Géorgie                |
| Slovaquie              | 0 - 0                  | 0 - 1                  | 0 - 1 ap               | Slovénie               |
| Ligue C contre Ligue D |                        |                        |                        |                        |
| Gibraltar              | -                      | -                      | -                      | Lettonie               |
| Malte                  | -                      | -                      | -                      | Luxembourg             |

## Classement général
À partir de la saison 2024-2025, le classement général se fait en deux versions soit intermédiaire et final. Alors que le classement général intermédiaire se fait sur la base du classement de toutes les ligues, le classement général final prend en compte les résultats des quarts de finale de la Ligue A, y compris les barrages de promotion-relégation, en accord avec la mise à jour du classement général intermédiaire.
Légende des classements
- Qualification pour la phase finale
- Promotion en ligue supérieure
- Barrage de promotion
- Barrage de relégation
- Relégation en ligue inférieure

Mise à jour le 12 juin 2025
| Rang | Nation               | Parcours                        | Gr. | MJ | G | N | P | Pts | Bp | Bc | Diff |
| ---- | -------------------- | ------------------------------- | --- | -- | - | - | - | --- | -- | -- | ---- |
| 1er  | Portugal             | Vainqueur                       | 1   | 6  | 4 | 2 | 0 | 14  | 13 | 5  | +8   |
| 2e   | Espagne T            | Finaliste                       | 4   | 6  | 5 | 1 | 0 | 16  | 13 | 4  | +9   |
| 3e   | France               | Troisième                       | 2   | 6  | 4 | 1 | 1 | 13  | 12 | 6  | +6   |
| 4e   | Allemagne            | Quatrième                       | 3   | 6  | 4 | 2 | 0 | 14  | 18 | 4  | +14  |
|      |                      |                                 |     |    |   |   |   |     |    |    |      |
| 5e   | Italie               | Meilleur deuxième de groupe     | 2   | 6  | 4 | 1 | 1 | 13  | 13 | 8  | +5   |
| 6e   | Pays-Bas             | 2e meilleur deuxième de groupe  | 3   | 6  | 2 | 3 | 1 | 9   | 13 | 7  | +6   |
| 7e   | Danemark             | 3e meilleur deuxième de groupe  | 4   | 6  | 2 | 2 | 2 | 8   | 7  | 5  | +2   |
| 8e   | Croatie              | 4e Meilleur deuxième de groupe  | 1   | 6  | 2 | 2 | 2 | 8   | 8  | 8  | 0    |
|      |                      |                                 |     |    |   |   |   |     |    |    |      |
| 9e   | Écosse P             | Meilleur troisième de groupe    | 1   | 6  | 2 | 1 | 3 | 7   | 7  | 8  | -1   |
| 10e  | Serbie P             | 2e meilleur troisième de groupe | 4   | 6  | 1 | 3 | 2 | 6   | 3  | 6  | -3   |
| 11e  | Hongrie              | 3e meilleur troisième de groupe | 3   | 6  | 1 | 3 | 2 | 6   | 4  | 11 | -7   |
| 12e  | Belgique             | 4e meilleur troisième de groupe | 2   | 6  | 1 | 1 | 4 | 4   | 6  | 9  | -3   |
|      |                      |                                 |     |    |   |   |   |     |    |    |      |
| 13e  | Pologne              | Meilleur quatrième de groupe    | 1   | 6  | 1 | 1 | 4 | 4   | 9  | 16 | -7   |
| 14e  | Israël P             | 2e meilleur quatrième de groupe | 2   | 6  | 1 | 1 | 4 | 4   | 5  | 13 | -8   |
| 15e  | Suisse               | 3e meilleur quatrième de groupe | 4   | 6  | 0 | 2 | 4 | 2   | 6  | 14 | -8   |
| 16e  | Bosnie-Herzégovine P | 4e meilleur quatrième de groupe | 3   | 6  | 0 | 2 | 4 | 2   | 4  | 17 | -13  |

| Rang | Nation               | Parcours                        | Gr. | MJ | G | N | P | Pts | Bp | Bc | Diff |
| ---- | -------------------- | ------------------------------- | --- | -- | - | - | - | --- | -- | -- | ---- |
| 17e  | Angleterre R         | Meilleur premier de groupe      | 2   | 6  | 5 | 0 | 1 | 15  | 16 | 3  | +13  |
| 18e  | Norvège              | 2e meilleur premier de groupe   | 3   | 6  | 4 | 1 | 1 | 13  | 15 | 7  | +8   |
| 19e  | Pays de Galles R     | 3e meilleur premier de groupe   | 4   | 6  | 3 | 3 | 0 | 12  | 9  | 4  | +5   |
| 20e  | Tchéquie R           | 4e meilleur premier de groupe   | 1   | 6  | 3 | 2 | 1 | 11  | 9  | 8  | +1   |
|      |                      |                                 |     |    |   |   |   |     |    |    |      |
| 21e  | Grèce P              | Meilleur deuxième de groupe     | 2   | 6  | 5 | 0 | 1 | 15  | 11 | 4  | +7   |
| 22e  | Autriche R           | 2e meilleur deuxième de groupe  | 3   | 6  | 3 | 2 | 1 | 11  | 14 | 5  | +9   |
| 23e  | Turquie P            | 3e meilleur deuxième de groupe  | 4   | 6  | 3 | 2 | 1 | 11  | 9  | 6  | +3   |
| 24e  | Ukraine              | 4e meilleur deuxième de groupe  | 1   | 6  | 2 | 2 | 2 | 8   | 8  | 8  | 0    |
|      |                      |                                 |     |    |   |   |   |     |    |    |      |
| 25e  | Slovénie             | Meilleur troisième de groupe    | 3   | 6  | 2 | 2 | 2 | 8   | 7  | 9  | -2   |
| 26e  | Géorgie P            | 2e meilleur troisième de groupe | 1   | 6  | 2 | 1 | 3 | 7   | 7  | 6  | +1   |
| 27e  | Islande              | 3e meilleur troisième de groupe | 4   | 6  | 2 | 1 | 3 | 7   | 10 | 13 | -3   |
| 28e  | République d'Irlande | 4e meilleur troisième de groupe | 2   | 6  | 2 | 0 | 4 | 6   | 3  | 12 | -9   |
|      |                      |                                 |     |    |   |   |   |     |    |    |      |
| 29e  | Albanie              | Meilleur quatrième de groupe    | 1   | 6  | 2 | 1 | 3 | 7   | 4  | 6  | -2   |
| 30e  | Monténégro           | 2e meilleur quatrième de groupe | 4   | 6  | 1 | 0 | 5 | 3   | 4  | 9  | -5   |
| 31e  | Kazakhstan P         | 3e meilleur quatrième de groupe | 3   | 6  | 0 | 1 | 5 | 1   | 0  | 15 | -15  |
| 32e  | Finlande             | 4e meilleur quatrième de groupe | 2   | 6  | 0 | 0 | 6 | 0   | 2  | 13 | -11  |

| Rang | Nation            | Parcours                        | Gr. | MJ | G | N | P | Pts | Bp | Bc | Diff |
| ---- | ----------------- | ------------------------------- | --- | -- | - | - | - | --- | -- | -- | ---- |
| 33e  | Roumanie R        | 3e meilleur premier de groupe   | 2   | 6  | 6 | 0 | 0 | 18  | 18 | 3  | +15  |
| 34e  | Suède R           | Meilleur premier de groupe      | 1   | 6  | 5 | 1 | 0 | 16  | 19 | 4  | +15  |
| 35e  | Macédoine du Nord | 2e meilleur premier de groupe   | 4   | 6  | 5 | 1 | 0 | 16  | 10 | 1  | +9   |
| 36e  | Irlande du Nord   | 4e meilleur premier de groupe   | 3   | 6  | 3 | 2 | 1 | 11  | 11 | 3  | +8   |
|      |                   |                                 |     |    |   |   |   |     |    |    |      |
| 37e  | Slovaquie         | Meilleur deuxième de groupe     | 1   | 6  | 4 | 1 | 1 | 13  | 10 | 5  | +5   |
| 38e  | Kosovo            | 2e meilleur deuxième de groupe  | 2   | 6  | 4 | 0 | 2 | 12  | 10 | 7  | +3   |
| 39e  | Bulgarie          | 3e meilleur deuxième de groupe  | 3   | 6  | 2 | 3 | 1 | 9   | 3  | 6  | -3   |
| 40e  | Arménie R         | 4e meilleur deuxième de groupe  | 4   | 6  | 2 | 1 | 3 | 7   | 8  | 9  | -1   |
|      |                   |                                 |     |    |   |   |   |     |    |    |      |
| 41e  | Biélorussie       | Meilleur troisième de groupe    | 3   | 6  | 1 | 4 | 1 | 7   | 3  | 4  | -1   |
| 42e  | Îles Féroé        | 2e meilleur troisième de groupe | 4   | 6  | 1 | 3 | 2 | 6   | 5  | 6  | -1   |
| 43e  | Chypre            | 3e meilleur troisième de groupe | 2   | 6  | 2 | 0 | 4 | 6   | 4  | 15 | -11  |
| 44e  | Estonie P         | 4e meilleur troisième de groupe | 1   | 6  | 1 | 1 | 4 | 4   | 3  | 9  | -6   |
|      |                   |                                 |     |    |   |   |   |     |    |    |      |
| 45e  | Lettonie P        | Meilleur quatrième de groupe    | 4   | 6  | 1 | 1 | 4 | 4   | 4  | 11 | -7   |
| 46e  | Luxembourg        | 2e meilleur quatrième de groupe | 3   | 6  | 0 | 3 | 3 | 3   | 3  | 7  | -4   |
| 47e  | Azerbaïdjan       | 3e meilleur quatrième de groupe | 1   | 6  | 0 | 1 | 5 | 1   | 3  | 17 | -14  |
| 48e  | Lituanie          | 4e meilleur quatrième de groupe | 2   | 6  | 0 | 0 | 6 | 0   | 4  | 11 | -7   |

| Rang | Nation        | Parcours                        | Gr. | MJ | G | N | P | Pts | Bp | Bc | Diff |
| ---- | ------------- | ------------------------------- | --- | -- | - | - | - | --- | -- | -- | ---- |
| 49e  | Moldavie      | Meilleur premier de groupe      | 2   | 4  | 3 | 0 | 1 | 9   | 5  | 1  | +4   |
| 50e  | Saint-Marin   | 2e meilleur premier de groupe   | 1   | 4  | 2 | 1 | 1 | 7   | 5  | 3  | +2   |
|      |               |                                 |     |    |   |   |   |     |    |    |      |
| 51e  | Malte         | Meilleur deuxième de groupe     | 2   | 4  | 2 | 1 | 1 | 7   | 2  | 2  | 0    |
| 52e  | Gibraltar R   | 2e meilleur deuxième de groupe  | 1   | 4  | 1 | 3 | 0 | 6   | 4  | 3  | +1   |
|      |               |                                 |     |    |   |   |   |     |    |    |      |
| 53e  | Liechtenstein | Meilleur troisième de groupe    | 1   | 4  | 0 | 2 | 2 | 2   | 3  | 6  | -3   |
| 54e  | Andorre       | 2e meilleur troisième de groupe | 2   | 4  | 0 | 1 | 3 | 1   | 0  | 4  | -4   |

### Promotions et relégations
| Promotions | Promotions        | Promotions        | Promotions        |
| Groupe     | Ligue B → Ligue A | Ligue C → Ligue B | Ligue D → Ligue C |
| ---------- | ----------------- | ----------------- | ----------------- |
| Groupe 1   | Tchéquie          | Suède             | Saint-Marin       |
| Groupe 2   | Angleterre        | Roumanie          | Moldavie          |
| Groupe 3   | Norvège           | Irlande du Nord   |                   |
| Groupe 4   | Pays de Galles    | Macédoine du Nord |                   |

| Relégations | Relégations        | Relégations       | Relégations       |
| Groupe      | Ligue A → Ligue B  | Ligue B → Ligue C | Ligue C → Ligue D |
| ----------- | ------------------ | ----------------- | ----------------- |
| Groupe 1    | Pologne            | Albanie           | Azerbaïdjan       |
| Groupe 2    | Israël             | Finlande          | Lituanie          |
| Groupe 3    | Bosnie-Herzégovine | Kazakhstan        |                   |
| Groupe 4    | Suisse             | Monténégro        |                   |

## Barrages
Les 4 meilleures nations au classement général, parmi les vainqueurs de groupe de la Ligue des nations de l'UEFA 2024-2025, qui ne finiraient ni premier, ni deuxième de leur groupe de qualification pour la Coupe du monde 2026 auront une place en barrage.
Légende du classement
- Qualification pour les barrages via la Ligue des nations

| Meilleurs premiers de groupe de la Ligue des nations 2024-2025 | Meilleurs premiers de groupe de la Ligue des nations 2024-2025 | Meilleurs premiers de groupe de la Ligue des nations 2024-2025 | Meilleurs premiers de groupe de la Ligue des nations 2024-2025 | Meilleurs premiers de groupe de la Ligue des nations 2024-2025 | Meilleurs premiers de groupe de la Ligue des nations 2024-2025 | Meilleurs premiers de groupe de la Ligue des nations 2024-2025 | Meilleurs premiers de groupe de la Ligue des nations 2024-2025 | Meilleurs premiers de groupe de la Ligue des nations 2024-2025 | Meilleurs premiers de groupe de la Ligue des nations 2024-2025 | Meilleurs premiers de groupe de la Ligue des nations 2024-2025 | Meilleurs premiers de groupe de la Ligue des nations 2024-2025 |
| Rang                                                           | Nation                                                         | Ligue                                                          | Gr.                                                            | MJ                                                             | G                                                              | N                                                              | P                                                              | Pts                                                            | Bp                                                             | Bc                                                             | Diff                                                           |
| -------------------------------------------------------------- | -------------------------------------------------------------- | -------------------------------------------------------------- | -------------------------------------------------------------- | -------------------------------------------------------------- | -------------------------------------------------------------- | -------------------------------------------------------------- | -------------------------------------------------------------- | -------------------------------------------------------------- | -------------------------------------------------------------- | -------------------------------------------------------------- | -------------------------------------------------------------- |
| 1re                                                            | Espagne T                                                      | A                                                              | 4                                                              | 6                                                              | 5                                                              | 1                                                              | 0                                                              | 16                                                             | 13                                                             | 4                                                              | +9                                                             |
| 2e                                                             | Allemagne                                                      | A                                                              | 3                                                              | 6                                                              | 4                                                              | 2                                                              | 0                                                              | 14                                                             | 18                                                             | 4                                                              | +14                                                            |
| 3e                                                             | Portugal                                                       | A                                                              | 1                                                              | 6                                                              | 4                                                              | 2                                                              | 0                                                              | 14                                                             | 13                                                             | 5                                                              | +8                                                             |
| 4e                                                             | France                                                         | A                                                              | 2                                                              | 6                                                              | 4                                                              | 1                                                              | 1                                                              | 13                                                             | 12                                                             | 6                                                              | +6                                                             |
|                                                                |                                                                |                                                                |                                                                |                                                                |                                                                |                                                                |                                                                |                                                                |                                                                |                                                                |                                                                |
| 5e                                                             | Angleterre R                                                   | B                                                              | 2                                                              | 6                                                              | 5                                                              | 0                                                              | 1                                                              | 15                                                             | 16                                                             | 3                                                              | +13                                                            |
| 6e                                                             | Norvège                                                        | B                                                              | 3                                                              | 6                                                              | 4                                                              | 1                                                              | 1                                                              | 13                                                             | 15                                                             | 7                                                              | +8                                                             |
| 7e                                                             | Pays de Galles R                                               | B                                                              | 4                                                              | 6                                                              | 3                                                              | 3                                                              | 0                                                              | 12                                                             | 9                                                              | 4                                                              | +5                                                             |
| 8e                                                             | Tchéquie R                                                     | B                                                              | 1                                                              | 6                                                              | 3                                                              | 2                                                              | 1                                                              | 11                                                             | 9                                                              | 8                                                              | +1                                                             |
|                                                                |                                                                |                                                                |                                                                |                                                                |                                                                |                                                                |                                                                |                                                                |                                                                |                                                                |                                                                |
| 9e                                                             | Roumanie R                                                     | C                                                              | 2                                                              | 6                                                              | 6                                                              | 0                                                              | 0                                                              | 18                                                             | 18                                                             | 3                                                              | +15                                                            |
| 10e                                                            | Suède R                                                        | C                                                              | 1                                                              | 6                                                              | 5                                                              | 1                                                              | 0                                                              | 16                                                             | 19                                                             | 4                                                              | +15                                                            |
| 11e                                                            | Macédoine du Nord                                              | C                                                              | 4                                                              | 6                                                              | 5                                                              | 1                                                              | 0                                                              | 16                                                             | 10                                                             | 1                                                              | +9                                                             |
| 12e                                                            | Irlande du Nord                                                | C                                                              | 3                                                              | 6                                                              | 3                                                              | 2                                                              | 1                                                              | 11                                                             | 11                                                             | 3                                                              | +8                                                             |
|                                                                |                                                                |                                                                |                                                                |                                                                |                                                                |                                                                |                                                                |                                                                |                                                                |                                                                |                                                                |
| 13e                                                            | Moldavie                                                       | D                                                              | 2                                                              | 4                                                              | 3                                                              | 0                                                              | 1                                                              | 9                                                              | 5                                                              | 1                                                              | +4                                                             |
| 14e                                                            | Saint-Marin                                                    | D                                                              | 1                                                              | 4                                                              | 2                                                              | 1                                                              | 1                                                              | 7                                                              | 5                                                              | 3                                                              | +2                                                             |